# Trollagöl (Madesjö socken, Småland)
Trollagöl är en sjö i Nybro kommun i Småland och ingår i Snärjebäckens huvudavrinningsområde.